# 자동차 연구소
자동차 연구소는 자동차에 대해 연구하는 건물을 가리키는 단어이다. 자동차를 만드는 회사들에서 주로 운영하는 곳이다.

## 설명
자동차 연구소는 자동차에 대해 연구하는 것을 목적으로 한다. 새로이 출시된 자동차의 주행 성능 시험은 바로 이곳에서 시행이 된다. 자동차의 후속 모델 개발, 신차 개발을 자동차 연구소에서 하며 그외 연구소 외곽에는 자동차 관련 종사자, 일반인, 학생들을 위한 모터쇼를 하기도 한다. 자동차 연구소에는 자동차 전문 기술원들이 주로 근무하며 자동차의 엔진 개발도 자동차 연구소에서 이뤄진다.

## 같이 보기
- 자동차
- 자동차 회사